# Magyarhidegkút
Magyarhidegkút (románul Vidacutul Unguresc) egykor önálló település Romániában, a Székelyföldön, ma a hargita megyei Hidegkút része.

## Története
1432-ben említik először. Katolikus lakói a reformáció idején felvették a református vallást, de ekkor még nem volt saját templomuk, a falu lakói Nagysolymosra jártak át istentiszteletre. A 18. század elején végül templomot építettek, amelyben azonban továbbra is a nagysolymosi prédikátor tartotta az istentiszteleteket.[a]
1839-ben a székelyszenterzsébeti görögkatolikus paróka három „filiájának” egyike Magyarhidegkúton volt, parókusa Ioan Șandor.[b]
1910-ben 438 lakosából 268 magyar, 170 román volt. A trianoni békeszerződésig Udvarhely vármegye Székelykeresztúri járásához tartozott. Az 1920-as években a román többségű Székelyhidegkúttal egyesítették, létrehozva Hidegkút települést.[a]